# Trecia Smith
Trecia-Kaye Smith (Westmoreland, 5 novembre 1975) è una triplista giamaicana, campionessa mondiale a Helsinki 2005.

## Record nazionali

### Seniores
- Salto triplo: 15,16 m ( Linz, 2 agosto 2004)
- Salto triplo indoor: 14,84 m ( Mosca, 11 marzo 2006)

## Palmarès
| Anno | Manifestazione          | Sede                | Evento       | Risultato | Prestazione | Note                                     |
| ---- | ----------------------- | ------------------- | ------------ | --------- | ----------- | ---------------------------------------- |
| 1997 | Mondiali                | Atene               | Salto triplo | 31ª       | 13,34 m     |                                          |
| 2001 | Campionati CAC          | Città del Guatemala | Salto triplo | Oro       | 14,12 m     |                                          |
| 2001 | Mondiali                | Edmonton            | Salto triplo | 8ª        | 13,92 m     |                                          |
| 2002 | Giochi del Commonwealth | Manchester          | Salto triplo | Bronzo    | 14,32 m     |                                          |
| 2003 | Mondiali indoor         | Birmingham          | Salto triplo | 13ª       | 13,66 m     |                                          |
| 2004 | Mondiali indoor         | Budapest            | Salto triplo | 4ª        | 14,71 m     |                                          |
| 2004 | Giochi olimpici         | Atene               | Salto triplo | 4ª        | 15,02 m     |                                          |
| 2005 | Mondiali                | Helsinki            | Salto triplo | Oro       | 15,11 m     | Miglior prestazione mondiale stagionale  |
| 2006 | Mondiali indoor         | Mosca               | Salto triplo | 4ª        | 14,84 m     |                                          |
| 2006 | Giochi del Commonwealth | Melbourne           | Salto triplo | Oro       | 14,39 m     |                                          |
| 2007 | Mondiali                | Osaka               | Salto triplo | 24ª (q)   | 13,47 m     |                                          |
| 2008 | Giochi olimpici         | Pechino             | Salto triplo | 11ª       | 14,12 m     |                                          |
| 2009 | Mondiali                | Berlino             | Salto triplo | 5ª        | 14,48 m     | Miglior prestazione personale stagionale |
| 2010 | Giochi del Commonwealth | Delhi               | Salto triplo | Oro       | 14,19 m     |                                          |
| 2012 | Giochi olimpici         | Londra              | Salto triplo | 7ª        | 14,35 m     |                                          |

## Altre competizioni internazionali
2002
- 4ª in Coppa del mondo ( Madrid), salto triplo - 13,82 m

2004
- 7ª alle IAAF World Athletics Final ( Monaco), salto triplo - 14,53 m

2005
- 4ª alle IAAF World Athletics Final ( Monaco), salto triplo - 14,69 m

2006
- 4ª in Coppa del mondo ( Atene), salto triplo - 14,64 m

2009
- 7ª alle IAAF World Athletics Final ( Salonicco), salto triplo - 13,89 m